# República Argentina (metrostation)
República Argentina is een metrostation in het stadsdeel Chamartin van de Spaanse hoofdstad Madrid. Het station werd geopend op 11 oktober 1979 en wordt bediend door lijn 6 van de metro van Madrid.